# Давыдов, Андрей Александрович
Андре́й Алекса́ндрович Давы́дов (род. 29 декабря 1954, Москва) — российский социолог.

## Биография
Окончил факультет психологии МГУ (1981), кандидат социологических наук, доктор философских наук, профессор. Руководитель социологической службы управления «Главмосремонт» при Исполкоме Моссовета (1981—1985), младший научный сотрудник (1985), старший научный сотрудник Института социологии РАН (1992—1996), главный научный сотрудник Института социологии РАН (2000), эксперт ВЦИОМ и аналитического управления Администрации Президента РФ, преподаватель МГИМО МИД РФ, первый федеральный вице-президент РОС, руководитель Научно-исследовательского комитета «Системная социология» РОС (1989).
Основные направления научной деятельности: теория, моделирование и прогнозирование социальных систем, разработчик теории системной социологии и концепции нанообщества.
Действительный член Нью-Йоркской академии наук, член-корреспондент Международной академии информационных процессов и технологий.
Автор более 100 научных работ, из них 7 монографий.

## Монографии
- Давыдов А. А. Модульный анализ и конструирование социума. М.: ИС РАН, 1994.
- Давыдов А. А., Чураков А. Н. Модульный анализ и моделирование социума. М.: ИС РАН, 2000.
- Давыдов А. А. Системный подход в социологии: законы социальных систем. М.: Эдиториал УРСС, 2004.
- Давыдов А. А. Системный подход в социологии: новые направления, теории и методы анализа социальных систем. М.: Эдиториал УРСС, 2005.
- Давыдов А. А. Системная социология. М.: Эдиториал УРСС, 2006.
- Давыдов А. А. Системная социология: введение в анализ динамики социума. М.: ЛКИ, 2007.
- Давыдов А. А. Конкурентные преимущества системной социологии. М.: ИС РАН, 2008.

## Научные статьи
Беляева Л. А., Давыдов А. А., Данилов А. Н., Докторов Б. З., Лапин Н. И., Левашов В. К., Немировский В. Г., Тихонов А. В., Толстова Ю. Н., Тощенко Ж. Т., Ядов В. А. Судьбы и перспективы эмпирической социологии // Социологические исследования. — 2005. — № 10. — С. 3-21.